# ゆにばーす
ゆにばーすは、吉本興業東京本社所属の男女お笑いコンビ。東京NSC16期生出身。渋谷・ヨシモト∞ホールのレギュラーメンバー。M-1グランプリ2017・2018・2021ファイナリスト。

## メンバー

### 川瀬名人
（かわせめいじん、本名：川瀬 拓郎〈かわせ たくろう〉、1984年8月11日 - ）(41歳)
- ツッコミ、ネタ作り担当。立ち位置右。血液型はO型。
- 奈良県北葛城郡王寺町出身。身長177cm、体重60kg。
- 青いスラックスに同系色のネクタイ、透明の縁あり眼鏡がトレードマークである。2020年のM-1グランプリでは青いスリーピーススーツを衣装として着用していた。2022年6月3日より新衣装（青のマオカラースーツ）を着用している。
- 趣味・特技は、ポケモン対戦（大会に出るくらい）。3年B組金八先生ファン。読書、賞レース予選鑑賞。読んでいない本を帯を軽く見ただけでA4 2枚の原稿用紙に感想を書ける。応援演説。スピーチ。サウナ。

経歴
- 中学時代は剣道部に在籍しており、段位は初段。
- 学生時代に通っていた塾の強制で、漢検2級を取得した。
- 高校時代3年間、友人が1人もいなかったが、メル友が6人いた。
- 近畿大学文芸学部文学科 日本文学専攻創作・評論コースを8年かけて卒業。3回生時はいとうせいこう、4回生時は奥泉光のゼミを受講していた。
- ゆにばーすの前に組んでいたコンビは「らいのせらす」（2013年4月16日のライブを以って解散）
- 2020年8月4日に渋谷・ヨシモト∞ホールで開催された「大阪チャンネルpresents 笑ってムゲンダイ！」で行われたコーナーでMVPに選ばれ、第1回おもヒーローとなった。
- 2022年5月12日に京都・祇園花月で開催された「Mおじライブ～Mクイズ芸人最強トーナメント決定戦～」にて優勝し、初代Mおじとなった。
- 2024年9月10日に渋谷・ヨシモト∞ホールで開催された「ワラムゲ！」のコーナー「もったいない大喜利！」において優勝した。

人物
- 親の実家が新潟県央地方の加茂市に所在している。そこでのエピソードとして、帰省の度に食用「鯉」を食べさせられていたことから、新潟にはあまり良い思い出がなかったと営業（於：新潟県長岡市）の中で話している。
- 姉が2人いる（8個上と6個上）。
- 化粧水の実演販売をしていたことがある。
- パンクブーブーの大ファンで、彼らから受けた影響が芸人になるきっかけとなった。
- 芸人になってから、当時同棲していた彼女にZAZY似の男と浮気をされ、自ら家を出たため10ヵ月ほどホームレス（朝までカラオケ屋で夜勤をし、朝から駅や公園などで寝る）生活をしていたことがある。
- デビューした時から、自分の給料をTwitterで毎月1円単位まで公表し続けている。その理由は「M-1のファイナリストになったらこれだけもらえるということを後輩たちに知ってもらいたいから」ということである。2022年1月には月収が100万円を超えた。
- M-1グランプリ優勝を目的として芸人になったということで、M-1グランプリで優勝できたら、優勝賞金は相方のはらに全額渡し、翌年の3月末に解散し芸人を引退する予定。その理由は「優勝後はモチベーションが下がりきるのがわかっているから」ということで、引退後は世界遺産を見に行きたい、と語っている。

### はら
（本名非公開、1989年11月7日 - ）(35歳)
- ボケ担当。立ち位置左。血液型はA型。
- 神奈川県横浜市出身。身長151cm、体重58kg。巨乳である。
- 結成当初は、アメリカンアパレルの赤紫のワンピースを着用していた。2020年のM-1グランプリでは従来のジャンパースカートタイプではなく、ドレス状の赤いワンピースを衣装として着用していた。衣装は5着以上所持している。2022年9月28日、袴の新衣装を公開した。
- 趣味・特技は、ディズニー好き、自撮り（盛り撮り）、顔マネ、遠投、水泳、バレーボール、絵画、漫画、乙女ゲーム、ゆず観賞。ジャイアントスイングされながらピタゴラスイッチを演奏できる。動物の生態に詳しく、特に動物の交尾に興味がある。
- 人物
  - ゆにばーすの前に組んでいたコンビは「フロンティア」（2012年11月4日のライブを以って解散）。
  - 自分の顔を利用した「パーツものまね」を得意とする。メイクで変身した顔をインスタグラムに上げて発表もしている。
  - ゆずの大ファン。2022年4月10日、スペースシャワーTVで生放送された「ゆず王決定戦」で初共演。
  - 芸人になろうとしたきっかけは、『ダウンタウンDX』で松本人志のトークを観て、ああいう風になれたらと思ったことだった。
  - 月刊美容雑誌『VoCE』の大のファン。
  - 自身のInstagramで“詐欺メイク”の新作を公開し、その変貌ぶりに反響を呼んでいる。
  - 『欠点の数ほど美人になれる! ゆにばーす はらの #詐欺メイク』（2018年8月、世界文化社）出版。
  - 日本化粧品検定3級取得。その後、日本化粧品検定1級を取得した。

## 来歴
- 東京NSCの同期生同士、前年にフロンティアを解散したはらを、らいのせらすを解散したばかりの川瀬が誘い2013年4月に結成[1]。
- 2013年と2014年、THE MANZAIにて2年連続認定漫才師に選ばれる（結成3か月で認定はTHE MANZAI史上最速）。
- 2014年3月22日、無限大ホールにて初単独ライブ「ボケットモンスター認・定」を開催する。
- 2016年9月11日、ルミネtheよしもとにて単独ライブ「hlam dunk」を開催する[3]。
- 2016年、神奈川県より「特命かながわ発信隊メンバー」に選ばれる[20]。
- 2017年、初のM-1グランプリ決勝進出。本大会より導入された笑神籤（えみくじ）により、トップバッターでの出場となった。
- 2018年、M-1グランプリにて、2年連続で決勝進出するも、得点は594点と惨敗。同大会で見取り図が更新したばかりの、M-1復活後の最低得点をさらに更新してしまった。
- 2020年、M-1グランプリにて、2年ぶりに準決勝進出するも敗退。敗者復活戦にて視聴者投票で33万5170票を集めたが[23]、インディアンスに約4万票及ばず2位となり[23][24]、決勝進出は果たせなかった。
- 2021年、M-1グランプリにて、3年ぶりに決勝進出[25]、真空ジェシカと同率で過去最高成績の6位となる[26][注 2]。
- 2022年1月16日、第2回ムゲンダイチャンピオンシップにて優勝。2022年5月8日、優勝特典の∞ホールの1日支配人イベント『川瀬が呼ばなきゃ誰が呼ぶ！大阪同期人気なし芸人達～ネタ編～』、『コーナー編』、『トーク編』、『R18下ネタ性癖ライブSP～絶対に配信で流せません～』の4公演を行った。
- 2022年3月17日、なんばグランド花月で行われた本公演にて初めてトリを務めた。
- 2022年12月8日よりstand.fmの音声配信アプリでトーク配信「のどちん★こ」を開始した（毎週木曜日22:00配信）。[28]

## 芸風
- 主に漫才。無表情で無謀なキャラのはらが、美人でなければあり得ないような主張をするなどして川瀬を翻弄し、川瀬は理論的に鋭く突っ込むというパターンが多い[5][18]。しかしその主張を突き詰めると間違ったことを言っておらず、川瀬がますます困惑するという仕掛けを施すパターンもある。また、川瀬は自分の人生話を挟み込むこともある[5]。
- 漫才で入場する際に川瀬が「どうも」と言い、続けてはらが右手を挙げて「イェエエエエエイ!!」と叫ぶ。
- つかみに川瀬が「□□（川瀬を形容した言葉）と○○（はらを形容した言葉）でやっています」と言い、はらが「誰が××だよ！」とボケで返す。
- 2017年、2018年のM-1グランプリでは予選から決勝までコント漫才を披露している。2人揃って本人以外の役を演じるものは少なく、本人役としてホテルにて一緒の部屋に宿泊したり、ロケ番組に出たりするものや、はらが複数の役（本人役を含むことが多い）を1人コントのように演じてそれに対して川瀬が突っ込むというスタイルのネタが多く見られる。
- 2019年のM-1グランプリは準々決勝で大トリになるが敗退。2年連続で決勝に進出したコンビが次の年に準々決勝で敗退するのは初めてである。
- 2020年は「しゃべくる」をテーマにM-1グランプリに臨み[29]、予選から敗者復活戦までしゃべくり漫才を披露している。
- 下ネタ、エロネタも得意としているが、これははらの好みによるものである[30]。宗教、政治、経済、世界情勢など時事ネタを題材にすることもある。
- 時々コントも行う。はらが幼稚園児や小学生、女子高校生などに扮して無謀なキャラを演じて川瀬を翻弄するなど、漫才を踏襲したような構造になっているものが多く、過去の漫才ネタの一部を流用したものもある。
- 川瀬は関西弁、はらは標準語で演じるが、ネタ中ではらが関西弁を話し出すこともある。訛ったしゃべり方でコントを進めることもある。
- 2人の目標はM-1グランプリで優勝することであり、知名度を上げること、テレビ出演を増やすことには興味はなく、主にレギュラーメンバーであるヨシモト∞ホールのライブや各劇場の寄席など舞台を中心に活動している。
- 川瀬の意向により、テレビ出演は一部のネタ番組に限定しており、バラエティ番組や情報番組などははらが単独出演する。

## 出囃子
- 水森亜土「ワイワイワールド」

## 賞レース成績・受賞歴など

### M-1グランプリ
| 年     | 結果         | エントリーNo. | 決勝戦キャッチコピー | 備考                     |
| ------ | ------------ | ------------- | -------------------- | ------------------------ |
| 2015年 | 3回戦敗退    | 1020          |                      |                          |
| 2016年 | 準決勝敗退   | 891           |                      | 予選26位、敗者復活戦17位 |
| 2017年 | 決勝8位      | 776           | 野生女×インドア男    |                          |
| 2018年 | 決勝10位     | 2852          | 今年もイェエエエイ！ |                          |
| 2019年 | 準々決勝敗退 | 2630          |                      |                          |
| 2020年 | 準決勝敗退   | 1923          |                      | 敗者復活戦2位            |
| 2021年 | 決勝6位      | 3355          | NO M-1,NO LIFE.      |                          |
| 2022年 | 準々決勝敗退 | 1796          |                      |                          |
| 2023年 | 準々決勝敗退 | 2813          |                      |                          |
| 2024年 | 準々決勝敗退 | 3843          |                      |                          |

### キングオブコント
- 2017年 キングオブコント 準々決勝敗退
- 2018年 キングオブコント 準々決勝敗退
- 2020年 キングオブコント 準々決勝敗退
- 2021年 キングオブコント 準々決勝敗退
- 2022年 キングオブコント 準々決勝敗退
- 2023年 キングオブコント 準々決勝敗退

### その他
- 2013年 日清食品 THE MANZAI 本戦サーキット敗退
- 2014年 日清食品 THE MANZAI 本戦サーキット敗退
- 2017年 女芸人No.1決定戦 THE W 2回戦敗退（はら）[33]
- 2018年 第三回 上方漫才協会大賞 新人賞
- 2022年 第七回 上方漫才協会大賞 トータルコーディネイト賞

## 出演

### テレビ
- 有田ジェネレーション（2017年1月12日 - 2018年5月16日、TBSテレビ）
- 歴史漫才 ヒストリーズ・ジャパン（2017年7月 - 9月、東名阪ネット6） - 川瀬が後鳥羽上皇 役、はらは北条政子 役
- パズドラ（2020年4月4日 - 、テレビ東京）はらのみ、バラエティパートに出演[34]。
- リフォーマーズの杖（2021年10月18日 - 2023年2月27日、NHK Eテレ） - はらのみ、リフォーマーズ（だらしない芸人群） 本人役[35]
- 再発見!みっけばなし（2022年10月9日 -、BSよしもと） - はらのみ、鴉天狗のからちゃん（声の出演）
- お笑い4コマパーティー ロロロロ（2024年4月4日 - 9月26日、中京テレビ） - はらのみ、天の声

### インターネット配信
- おぎやはぎの「ブス」テレビ（AbemaTV）- はらのみ、2018年1月8日初出演 以後準レギュラー

### 舞台
- ゼブラ（2025年8月20日 - 24日〈予定〉、シアターサンモール） - はらのみ[36]

## 単独ライブ
2014年
- ボケットモンスター 認・定（ヨシモト∞ホール、3月22日）
- 三年八組、三八先生（ヨシモト∞ホール、8月9日）

2015年
- カワーポッターと賢者のネタ（ヨシモト∞ホール、3月21日）

2016年
- ゆにばーすが断固たる決意で8本ネタやるLIVE （ヨシモト∞ホール、8月12日）
- hlam dunk（ルミネtheよしもと、9月11日）

2017年
- ゆにばーすがもう二度と負けないためにネタをやるライブ（新宿シアターモリエール、3月25日)
- ショジョの奇妙な冒険〜第7部 38マイクは砕けない〜（ヨシモト∞ホール、9月1日）

2018年
- ゆにばーす単独ライブ 新世紀ハランゲリヲン〜優勝補完計画〜
  - （ルミネtheよしもと、4月14日）
  - ナゴヤ作戦（伏見JAMMIN'、5月13日）
  - フクオカ作戦（イムズホール、8月4日）
  - ショウナン作戦（藤沢市民会館小ホール、8月12日）
  - サッポロ作戦（ターミナルプラザことにパトス、9月24日）

2019年
- ゆにばーすGW10日連続ライブ（ヨシモト∞ホール、ヨシモト∞ドーム、4月27日 - 5月6日）
  - ｢ゆにばーすが明るく楽しくないとダメな大喜利をするLIVE｣（4月27日）
  - ｢ゆにばーすが作ってもらったコントをやるLIVE｣（4月28日）
  - ｢R-18 18歳未満も来てもいいけど知らないよトークLIVE｣（4月29日）
  - ｢はら軍団vs川瀬軍団〜熱戦！激戦！超激戦！〜｣（4月30日）
  - ｢とろサーモン久保田がむちゃくちゃ言うのをゆにばーすがとりなすライブ」（5月1日）
  - ｢ゆにばーすスーパーパロディ長編コント「ブスの谷のハラシカ」｣（5月2日）
  - 時事ネタ漫才LIVE「NEWS38｣（5月3日）
  - ｢はら企画 川瀬がいっさい携わってないLIVE｣（5月4日）
  - ゆにばーすトークLIVE「生の理｣（5月5日）
  - ゆにばーすが明るく楽しく面白い漫才6本やるLIVE II（5月6日）

- ゆにばーす全国ツアー「今日から原は！！」
  - 福岡編（西鉄ホール 6月1日）
  - 名古屋編（東建ホール 6月22日）
  - 大阪編（なんばグランド花月 8月28日）
  - 北海道編（ターミナルプラザことにパトス 9月8日）
  - 東京編（時事通信ホール 9月21日 2回公演）

2020年
- M-1直前！ゆにばーす漫才修行に福岡芸人も付き合って寄席（よしもと福岡 大和証券／CONNECT劇場、10月27日）